# Saxmundham
Saxmundham ist eine Stadt und eine Verwaltungseinheit im District East Suffolk in der Grafschaft Suffolk, England. Saxmundham ist 28,6 km von Ipswich entfernt. Im Jahr 2011 hatte es eine Bevölkerung von 3644. Saxmundham wurde 1086 im Domesday Book als Samundeham/Sasmunde(s)ham/Saxmondeham erwähnt.